# Clarence Nash

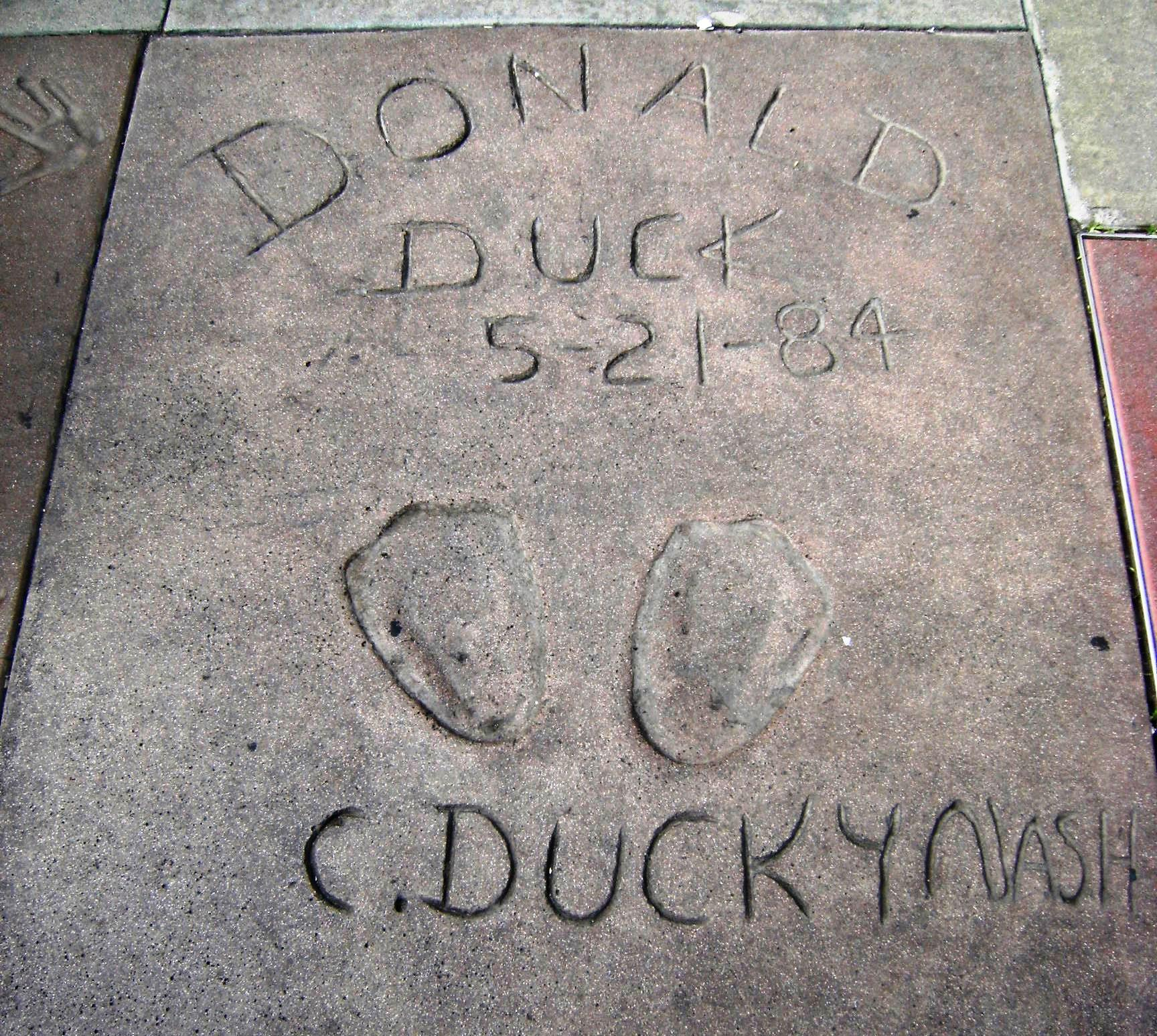
Empreintes de Clarence Nash devant le Grauman's Chinese Theatre à Hollywood.

Clarence "Ducky" Nash est un acteur américain né le 7 décembre 1904 à Watonga et mort le 20 février 1985 à Glendale.
Il fut le créateur de la voix de Donald Duck qu'il interpréta durant plus de 50 ans. Il fut aussi celle de Riri, Fifi et Loulou et celle de Daisy Duck à quelques reprises.

## Biographie
Clarence Nash est né le 7 décembre 1904 à Watonga en Oklahoma.
Nash a interprété la voix de Donald Duck, dès la première apparition du canard en 1934, dans plus de 150 courts métrages et même dans des campagnes publicitaires à travers les États-Unis comme en 1984 pour le 50e anniversaire du personnage.
Le 21 mai 1984, Nash signe de son nom le bloc de ciment dans lequel Donald Duck a laissé ses empreintes de pas devant le Grauman's Chinese Theatre.
Il meurt le 20 février 1985 à Glendale en Californie à l’âge de 80 ans d’une leucémie. Il est enterré au cimetière de San Fernando Mission à Mission Hills dans la vallée de San Fernando de la ville de Los Angeles. Tony Anselmo lui succède à la tête de l'interprétation de Donald Duck.

## Filmographie

### En tant que voix de Donald Duck

#### 1934
- Une petite poule avisée (The Wise Little Hen)
- Le Gala des orphelins (Orphan's Benefit)
- Un enlèvement de chien (The Dognapper)

#### 1935
- La Fanfare (The Band concert)
- Les Joyeux Mécaniciens (Mickey's Service Station)
- Mickey pompier (Mickey's fire Brigade)
- Mickey patine (On ice)

#### 1936
- L'Équipe de Polo (Mickey's Polo Team)
- Partie de campagne (Orphan's Picnic)
- Grand Opéra (Mickey's Grand Opera)
- Le Déménagement de Mickey (Moving Day)
- Les Alpinistes (Alpine Climbers)
- Le Cirque de Mickey (Mickey's Circus)
- Donald et Pluto (Donald and Pluto)

#### 1937
- Don Donald - voix de Donna (Daisy) Duck
- Mickey Magicien (Magician Mickey)
- Amateurs de Mickey (Mickey's Amateurs)
- Inventions modernes (Modern Inventions)
- Vacances à Hawaï (Hawaiian Holiday)
- Nettoyeurs de pendules (Clock Cleaners)
- L'Autruche de Donald (Donald's Ostrich)
- Les Revenants solitaires (Lonesome Ghost)

#### 1938
- Le Sang-froid de Donald (Self Control)
- Constructeurs de bateau (Boat Builders)
- L'Ange gardien de Donald (Donald's Better Self)
- Les Neveux de Donald (Donald's Nephews) - voix de Riri, Fifi et Loulou
- La Remorque de Mickey (Mickey's Trailer)
- Trappeurs arctiques (Polar Trappers)
- Bons Scouts (Good Scouts) - voix de Riri, Fifi et Loulou
- La Chasse au renard (The Fox Hunt)
- Chasseurs de baleines (The Whalers)
- Donald joue au golf (Donald's Golf Game) - voix de Riri, Fifi et Loulou
- (Mother Goose Goes Hollywood)

#### 1939
- Donald le chanceux (Donald's Lucky Day)
- Champion de hockey (Hockey Champ) - voix de Riri, Fifi et Loulou
- Le Cousin de Donald (Donald's Cousin Gus)
- Pique-nique sur la plage (Beach Picnic)
- Scouts marins (Sea Scouts) - voix de Riri, Fifi et Loulou
- Le Pingouin de Donald (Donald's Penguin)
- Chasseur d'autographes (The Autograph Hound)
- Agent Canard (Officier Duck)
- Standard Parade (The Standard Parade)
- Mademoiselle et son bébé (Bachelor Mother)

#### 1940
- Donald le riveur (The Riveter)
- La Blanchisserie de Donald (Donald's Dog Laundry)
- Le Remorqueur de Mickey (Tugboat Mickey)
- Colleurs d'affiches (Billposters)
- L'Entreprenant M. Duck (Mr. Duck Steps Out) - voix de Daisy, Riri, Fifi et Loulou
- Donald a des ennuis (Put-Put Troubles)
- Donald fait du camping (Donald's Vacation)
- Nettoyeurs de carreaux (Window Cleaners)
- Donald capitaine des pompiers (Fire Chief) - voix de Riri, Fifi et Loulou

#### 1941
- Donald bûcheron (Timber)
- La Poule aux œufs d'or (Golden Eggs)
- Donald à la kermesse (A Good Time for a Dime).
- Les Années 90 (The Nifty Nineties)
- Bonne nuit Donald (Early to Bed)
- Donald garde-champêtre (Truant Officier Donald) - voix de Riri, Fifi et Loulou
- Donald fermier (Old MacDonald Duck)
- Mickey bienfaiteur (Orphan's Benefit)
- Donald photographe (Donald's Camera)
- Donald cuistot (Chef Donald)

#### 1942
- L'Anniversaire de Mickey (Mickey's Birthday Party)
- Saludos Amigos
- Donald forgeron (The Village Smithy)
- Donald bagarreur (Donald's Snow Fight) - voix de Riri, Fifi et Loulou
- Donald à l'armée (Donald Gets Drafted)
- Le Jardin de Donald (Donald's Garden)
- La Mine d'or de Donald (Donald's Gold Mine)
- Donald se camoufle (The Vanishing Private)
- Donald parachutiste (Sky Trooper)
- Donald groom d'hôtel (Bellboy Donald)

#### 1943
- Der Fuehrer's Face
- Donald crève (Donald's Tire Trouble)
- La Machine volante (The Flying Jalopy)
- Gauche… Droite (Fall Out, Fall In)
- Facéties militaires (The Old Army Game)
- À l'attaque ! (Home Defense) - voix de Riri, Fifi et Loulou
- Lac Titicaca (Lake Titicaca)

#### 1944
- Donald joue du trombone (Trombone Trouble)
- Donald et le Gorille (Donald Duck and the Gorilla) - voix de Riri, Fifi et Loulou
- L’Œuf du condor géant (Contrary Condor)
- Commando Duck
- Inventions nouvelles (The Plastics Inventor)
- Donald est de sortie (Donald's Off Day) - voix de Riri, Fifi et Loulou,
- Les Trois Caballeros (The Three Caballeros)

#### 1945
- Donald emballeur (The Clock Watcher)
- Donald et le Fakir (The Eyes have it)
- Le crime ne paie pas (court-métrage) (Donald's Crime) - voix de Riri, Fifi et Loulou
- Imagination débordante (Duck Pimples)
- Donald et Dingo marins (No Sail)
- Donald a sa crise (Cured Duck)
- Le Vieux Séquoia (Old Sequoia)

#### 1946
- Donald et son double (Donald's Double Trouble)
- Peinture fraîche (Wet Paint)
- Donald dans le Grand Nord (Dumb Bell of the Yukon)
- Donald gardien de phare (Lighthouse Keeping)
- Donald, ramenez-le vivant (Frank Duck brings 'em back Alive)

#### 1947
- Coquin de printemps (Fun and Fancy Free), segment Mickey et le Haricot Magique.
- Tireurs d'élite (Straight Shooters) - voix de Riri, Fifi et Loulou
- Dodo Donald (Sleepy Time Donald)
- Le Clown de la jungle (Clown of the Jungle)
- Le Dilemme de Donald (Donald's Dilemma)
- Déboires sans boire (Crazy with the Heat)
- Pépé le grillon (Bootle Beetle)
- Donald et les Grands Espaces (Wide open Spaces)
- Donald chez les écureuils (Chip an' Dale)

#### 1948
- Les Tracas de Donald (Drip Dippy Donald)
- Papa canard (Daddy Duck)
- Voix de rêve (Donald's Dream Voice)
- Le Procès de Donald (The Trial of Donald Duck)
- Donald décorateur (Inferior Decorator)
- À la soupe ! (Soup's On) - voix de Riri, Fifi et Loulou
- Le petit déjeuner est servi (Three for Breakfast)
- Donald et les Fourmis (Tea for Two Hundred)

#### 1949
- Pile ou farces (Donald's Happy Birthday) - voix de Riri, Fifi et Loulou
- Donald marin (Sea Salts)
- Donald forestier (Winter Storage)
- Le Miel de Donald (Honey Harvester)
- Donald fait son beurre (All in a Nutshell)
- Jardin paradisiaque (The Greener Yard)
- Slide Donald Slide
- Donald et son arbre de Noël (Toy Tinkers)

#### 1950
- Attention au lion (Lion Around) - voix de Fifi, Loulou, Riri
- Donald amoureux (Crazy Over Daisy)
- La Roulotte de Donald (Trailer Horn)
- Donald pêcheur (Hook, Lion and Sinker)
- Donald à la plage (Bee at the Beach)
- Donald blagueur (Out on a Limb)

#### 1951
- Donald au ranch (Dude Duck)
- Une partie de pop-corn (Corn Chips)
- Donald pilote d'essai (Test Pilot Donald)
- Donald gagne le gros lot (Lucky Number) - voix de Riri, Fifi et Loulou
- Bon pour le modèle réduit (Out of Scale)
- Donald et la Sentinelle (Bee on Guard)

#### 1952
- Le Verger de Donald (Donald Applecore)
- Restons ensemble (Let's Stick together)
- Uncle Donald's Ants
- Donald et la Sorcière (Trick or Treat) - voix de Riri, Fifi et Loulou

#### 1953
- La Fontaine de jouvence de Donald (Don's Fountain of Youth) - voix de Riri, Fifi et Loulou
- Le Nouveau Voisin (The New Neighbor)
- La Chasse à l'ours (Rugged Bear)
- Les Cacahuètes de Donald (Working for Peanuts)
- Donald pugiliste (Canvas Back Duck) - voix de Riri, Fifi et Loulou

#### 1954
- Donald et les Pygmées cannibales (Spare the Rod) - voix de Riri, Fifi et Loulou
- L'Agenda de Donald (Donald's Diary) - voix de Riri, Fifi, Loulou et Daisy
- Le Dragon mécanique (Dragon Around)
- Donald visite le parc de Brownstone (Grin and Bear it)
- Donald et l'Écureuil volant (The Flying Squirrel)

#### 1955
- Chasse gardée (No Hunting)
- Un sommeil d'ours (Bearly Asleep)
- Donald et les Abeilles (Beezy Bear)
- Donald flotteur de bois (Up a Tree)

#### 1956
- Ohé Donald (Chips Ahoy)
- Les Accidents ménagers (How to Have an Accident in the Home)

#### 1959
- Donald au pays des mathémagiques (Donald in Mathmagic Land)

#### 1961
- Donald et la Roue (Donald and the Wheel)
- Donald et l'Écologie (The Litterbug) - voix de Riri, Fifi et Loulou

#### 1965
- Donald's Fire Survival Plan

#### 1980
- Mickey Mouse Disco

#### 1983
- Le Noël de Mickey (Mickey's Christmas Carol).

### Autres films
- 1937 : Blanche-Neige et les Sept Nains (Snow White and the Seven Dwarfs) : Birds (Oiseaux)/Additional Voices (voix)
- 1938 : I'm from the City : Duck (voix)
- 1941 : Le Dragon récalcitrant (The Reluctant Dragon) : Lui-même
- 1942 : Bambi : Frog (Grenouille) (voix)
- 1943 : Petit Poulet (Chicken Little) : Ducks (voix)
- 1950 : Le Caneton kidnappé (Little Quacker) : Little Quacker / Mama Duck / Henry (voix)
- 1948 : Danny, le petit mouton noir (So Dear to My Heart) : Vocal Sound Effects
- 1950 : Ventriloquist Cat : Cat (voix)
- 1952 : Sous le plus grand chapiteau du monde (The Greatest Show on Earth) : Spectateur
- 1952 : Le Caneton obstiné (The Duck Doctor) : Little Quacker (voix)
- 1953 : Le Caneton à la nage (Just Ducky) : Little Quacker / Additional Voices (voix)
- 1954 : Le Caneton pessimiste (Downhearted Duckling) : Little Quacker / Female Quacker (voix)
- 1955 : Le Caneton migrateur (Southbound Duckling): Little Quacker (voix)
- 1955 : C'est ma maman ! (That's My Mommy) : Little Quacker (voix)
- 1958 : Un petit canard bien encombrant (Happy Go Ducky) : Little Quacker (voix)
- 1958 : Le Caneton invisible (The Vanishing Duck) de William Hanna et Joseph Barbera : Little Quacker (voix)
- 1965 : The Man from Button Willow (en) (voix)
- 1965 : Tom et Jerry (série TV) : Little Quacker / voix additionnelles